# Дерковский, Олег Михайлович
Оле́г Миха́йлович Дерко́вский (2 августа 1939, Харьков — 13 ноября 2010, Москва) — советский и российский дипломат. Чрезвычайный и полномочный посол (1992).

## Биография
В 1963 году окончил Московский Государственный институт международных отношений МИД СССР. В 1976 году окончил Дипломатическую академию МИД СССР. Владел английским и арабским языками.
Работал в МИД СССР/России, где занимал различные должности в центральном аппарате, в посольствах в Ираке, Йемене, Египте, США.
- С 15 августа 1992 по 30 января 1998 года — чрезвычайный и полномочный посол Российской Федерации в Объединённых Арабских Эмиратах[1][2].
- В 1998—1999 годах — директор Четвёртого департамента стран СНГ МИД РФ.
- С 18 октября 1999 по 24 марта 2006 года — чрезвычайный и полномочный посол Российской Федерации в Монголии[3][4].

## Семья
Был женат, имел двух детей.

## Дипломатический ранг
- Чрезвычайный и полномочный посол (22 апреля 1992)[5]

## Награды
- Медаль «За особый вклад в развитие Кузбасса» III степени.
- Орден Дружбы (31 августа 2006) — За большой вклад в реализацию внешнеполитического курса Российской Федерации и многолетнюю плодотворную дипломатическую деятельность[6].